# Diane Lavallée
Pour les articles homonymes, voir Lavallée.
Diane Lavallée, née le 30 novembre 1955 à Montréal, est une actrice québécoise. Elle est l'ex-femme du comédien Marcel Leboeuf, avec qui elle a eu une fille, la comédienne Laurence Leboeuf.

## Filmographie

### Télévision
- 1976 - Grand-Papa : Catherine Lamontagne
- 1975 - Monsieur Amilcar (téléthéâtre) : Virginie
- 1993 - Viens-tu jouer dans ma cour? (téléthéâtre) : Frisette
- 1985 - Catherine Provost, fille du roy (téléthéâtre) : Élizabeth Breton
- 1979 - Pop Citrouille : rôles multiples
- 1983 - Aïrenem (téléthéâtre) : Aïrenem
- 1984 - À plein temps : voix de Hugo Bégin
- 1985 - L'agent fait le bonheur : Linda Pinsonneault, la mariée enceinte
- 19?? - Mon père avait raison (téléthéâtre) : Loulou
- 19?? - Le Monde selon CROC : rôles multiples
- 19?? - Gala des prix Gémeaux : la fée des étoiles
- 19?? - Charamoule : rôles multiples
- 1989 - CTYVON : rôles multiples
- 1989 - Samedi P.M. : rôles multiples
- 19?? - Robin et Stella (Le Paquet de Suisse) : Yvonne
- 1992 - Le monde merveilleux de Ding et Dong : rôles multiples
- 1992 - Bye Bye 92
- 1993 - L'Amour avec un grand A : Julie (épisode C’est la faute à Barbie)
- 1993 - Au nom du père et du fils et Le Sorcier : Azalée Gadouas
- 1995 - Bye Bye 95
- 1996 - Bye Bye 96
- 1993 - 1998 - La Petite Vie : Thérèse Paré
- 1996 - 2001 - Virginie : Justine Dansereau
- 1999 - La Petite Vie (Le Bogue de l'an 2000) : Thérèse Paré
- 1999 - Deux frères : Dominique Lazure
- 2001 - La Vie, la vie : Ariane Raymond
- 2001 - L'Enfant de la télé : Madeleine
- 2002 - La Petite Vie (Noël chez les Paré) : Thérèse Paré
- 2002 - Max Inc. : Barbara Bigras
- 2002 - Caméra Café : Femme de Normand
- 2003 - C'était ça le burlesque : personnages multiples
- 2005 - Détect.inc. : Madonna
- 2006 - Kif-Kif : Denise
- 2007 - 2011 - Les Boys : Claude Lapierre
- 2008 - Casino II : Ursule
- 2008 - 2010 - Roxy : Johanne
- 2009 - La Petite Vie (Noël Story) : Thérèse Paré
- 2010 - VRAK la vie : Constance
- 2011 - 30 vies : Marjorie
- 2015 - Mon ex à moi : Murielle Tremblay
- 2016 - Boomerang : Sylvie
- 2016 - Web Thérapie : Marie-Reine Roy
- 2019 - Les Invisibles : elle-même

### Cinéma
- 1987 - Le Frère André de Jean-Claude Labrecque
- 1996 - Karmina de Gabriel Pelletier : Linda Chabot
- 1999 - Histoires d'hiver de François Bouvier : Jacqueline Roy
- 2000 - La Beauté de Pandore de Charles Binamé
- 2001 - Nuit de noces d'Émile Gaudreault : Geneviève
- 2001 - Karmina 2 de Gabriel Pelletier : Linda Chabot
- 2003 - 20h17 rue Darling de Bernard Émond : Chantal
- 2003 - Mambo Italiano d'Émile Gaudreault : Mélanie
- 2004 - Elles étaient cinq de Ghyslaine Côté : Brigitte
- 2005 - Idole instantanée d'Yves Desgagnés : Geneviève
- 2005 - Maurice Richard de Charles Binamé : Alice Norchet
- 2007 - Super Phoenix de Sylvie Rosenthal : Madame Laruche
- 2008 - Le Grand Départ de Claude Meunier : Pauline
- 2009 - Le Bonheur de Pierre de Robert Ménard : Pauline
- 2010 - 2 frogs dans l'Ouest de Dany Papineau : Gisèle Deschamps
- 2011 - French Immersion de Kevin Tierney : Ghislaine
- 2011 - Le Sens de l'humour d'Émile Gaudreault : Geneviève
- 2015 - La Passion d'Augustine de Léa Pool : Sœur Lise
- 2016 - 9, le film, sketch Banqueroute de Claude Brie : la directrice de la banque
- 2017 - De père en flic 2 : Geneviève
- 2019 - Répertoire des villes disparues de Denis Côté : Simone Smallwood

## Théâtre
- 19?? - Le Petit Prince : le Petit Prince
- 19?? - La roulotte : rôles multiples
- 19?? - Jour après jour : Blanche
- 19?? - Une nuit chez-vous… madame : Rosine Muriel
- 1979 - Harold et Maude : Nancy March
- 1979 - Monsieur Amilcar : Virginie
- 19?? - Herminie : Françoise
- 1980 - Faut pas payer : Margarita
- 19?? - Les cloisons : Elle
- 1981 - Viens-tu jouer dans ma cour? : Frisette
- 1981 - Chapeau : Sally Haines
- 1982 - Une drôle de croisière : Noëlla Noël
- 1982 - La Ménagerie de verre : Laura Wingfield
- 1983 - La Répétition ou l'Amour puni : Lucile
- 19?? - Le Barbier de Séville : Rosine
- 1984 - Addolorata : Addolorata
- 1984 - Ah si maman me voyait! : une étudiante
- 19?? - La ronde : la jeune fille
- 1985 - Le testament : la bonne
- 1985 - L'éducation de Rita : Rita
- 1987 - Garrochés en paradis : Mariaagélas
- 19?? - La grosse vie : Margot
- 19?? - Comédie dans le noir : Carole Marquette
- 19?? - La menteuse : Jane
- 19?? - Inventaires : Jacqueline
- 1991 - Joue-le pour moi, Sam : rôles multiples
- 1992 - Corps étranger : Madelaine
- 1992 - Les bonnes : Solange
- 1993 - Les traverses du cœur : Claire
- 1993 - Les Belles-Sœurs : Marie-Ange Brouillette
- 1994 - En circuit fermé : Cybil Berger
- 1994 - L'Ex-femme de ma vie
- 1995 - Inventaires
- 1995 - Bureautopsie
- 1996 - Variations sur un temps
- 1997 - Un air de famille : Yolande
- 1999 - Le roi se meurt : Juliette
- 1999 - Monsieur chasse ! : Léontine
- 2001 - Les Voisins : Laurette
- 2003 - La grosse vie : Margot
- 2003 - Les noces de tôle : Élise
- 2004 - Le collier d'Hélène : Hélène
- 2004 - Les Jumeaux vénitiens : Rosaura
- 2005 - Appelez-moi Stéphane : Gilberte
- 2005 - Quelques livres en trop : Esther
- 2007 - Sans rancune aucune : Lucie
- 2007 - Le Dernier Don Juan : Hélène
- 2007 - Rhinocéros : Dudard, un rhinocéros
- 2008 - Comptant ?...Content : Gisèle Girard
- 2009 - Les pieds des anges : rôles multiples
- 2009 - Premières de classe : Julie
- 2010 - La déprime : rôles multiples
- 2010-2011 - Visite Libre : Sophie
- 2012-2013 - Les 39 Marches : rôles multiples
- 2014 - Appelez-moi Stéphane : Jacqueline Dugas
- 2014 - Contes urbains : Conteuse
- 2015 - Tout ce qui n'est pas sec
- 2015 - Monsieur chasse ! : Léonite
- 2016 - Week-end d'enfer : Lyne
- 2017 - La bien heureuse / Une veuve respectable s'initie à la vulgarité : La Veuve respectable
- 2018 - Bonjour, là, bonjour : Gilberte
- 2018-2019 - Toc toc : Marie

## Récompenses et Nominations

### Récompenses
- 1995 - Prix Gémeaux : Meilleure interprétation féminine rôle de soutien : dramatique : Thérèse Paré dans La Petite Vie
- 1999 - Prix Gémeaux : Meilleure interprétation féminine dans un rôle de soutien : téléroman, comédie de situation ou humour : Thérèse Paré dans La Petite Vie
- 2003 - Prix Gémeaux : Meilleure interprétation : humour pour l'ensemble des comédiens de La Petite Vie
- Date non-indiquée - Un Olivier pour l'ensemble des comédiens de La Petite Vie
- 2016 - Meilleure actrice de soutien (Gala du cinéma québécois)

### Nominations
- 2006 - Nomination pour le Jutra de la meilleure actrice de soutien : Alice Norchet dans Maurice Richard

## Formation artistique

### Théâtre
- Cour d'interprétation et de phonétique au Conservatoire Lassalle[2]
- Atelier de perfectionnement au Théâtre du Rideau Vert[2]

### Danse
- Cinq ans de ballet classique à l'École des Ballets Classiques[2]
- Trois ans de ballet-jazz à l'École de danse Louise Lapierre[2]